# 百田汐里
百田 汐里（ももた しおり、2007年8月19日 - ）は、日本のグラビアアイドル。大阪府出身。プラチナムプロダクション所属。

## 経歴
小学6年の頃、プラチナムにスカウトされ仕事を始め、高校1年だった2023年、ABEMAの『今日、好きになりました。』フーコック島編に出演し注目を集める。
2024年4月23日、最年少の16歳でKrushガールズ2024に選出。翌2025年も引き続きKrushガールズを務める傍ら、『K-1甲子園2025』『K-1カレッジ2025』の公式応援サポーターを務める。
2024年6月、漫画雑誌『週刊ヤングジャンプ』（集英社）主催の『制コレ24』メンバーに選出。同年11月21日発売の週刊ヤングジャンプでソロとして初の巻末グラビアを飾る。
2025年7月15日、東京オートサロンイメージガール『A-class』の2026年度メンバーに選ばれた。制コレ出身者としては初のA-classメンバー起用となり、A-classが発足した2003年以後に生まれた者のメンバー就任は、史上初めてとなった。

## 人物
- 4人兄妹の長女[11]。
- 3歳の頃からクラシックバレエを習う[3]。
- 趣味は絵を描くこと、マリンスポーツ[2]。
- 特技はキックボクシング、開脚[2]。
- 好きな色はピンク[12]。

## 出演
- ABEMA「今日、好きになりました。」フーコック島編（2023年4月3日 - 5月1日）

### ラウンドガール
| 年     | 大会名 | ユニット名  | 他メンバー                                                         |
| ------ | ------ | ----------- | ------------------------------------------------------------------ |
| 2024年 | Krush  | Krush GIRLS | 冨樫秋穂、成沢紫音、瀬戸なみ、杉本愛莉鈴、荻野心                   |
| 2025年 | Krush  | Krush GIRLS | 冨樫秋穂、瀬戸なみ、杉本愛莉鈴、荻野心、田丸りさ、橘舞、小坂田純奈 |

## 書籍

### デジタル写真集
- 百田汐里写真集「ミラクルガール」（2024年11月21日、集英社、YJ PHOTO BOOK、撮影：岡本武志）[13]
- 百田汐里写真集「プロローグ」（2025年6月9日、ワニブックス、ワニブックス デジタル写真集、撮影：Takeo Dec.）[14]